# Георги Пешев
Георги Петров Пешев е български ентомолог.

## Биография
Роден е на 21 септември 1915 г. в село Петревене, област Ловеч. Средно образование завършва в Оряхово. От 1939 до 1944 г. е студент по естествена история в Софийския университет. След завършване на висшето си образование е назначен за учител по биология в Ябланица. От 1949 г. е научен сътрудник по ентомология в Института по зоология с музей при Българска академия на науките. През 1960 г. е избран за старши научен сътрудник и става научен секретар на института. В периода 1967 – 1974 г. е заместник-директор на Института по зоология и ръководител на секция „Музей“ към института. Умира на 23 май 1997 г. в Луковит.

## Научна дейност
Под ръководството на акад. Иван Буреш, в Института по зоология, започва системно и всеобхватно проучване на правокрилите насекоми в България. Специализира и е изпращан в командировки в Унгария, СССР, Полша, Чехословакия, Северна Корея и други страни, където събира научни колекции и установява контакти със специалисти. В първата си научна статия „Нови видове правокрили (Orthoptera) за фауната на България“ съобщава за пет вида и един подвид правокрили, неизвестни за българската ентомофауна. През 1952 г. участва в експедиция за изучаване на полезащитните пояси в Добруджа. Резултатите от нея публикува в статията „Изучавания върху правокрилите насекоми в Южна Добруджа“. В статията съобщава за 20 вида скакалци и щурци в полезащитните пояси. Видът Isophya tenuicerca е идентифициран като вредител, който през 1952 г. нанася значителни щети на 17 000 акра горски насаждения в Добруджа. Заедно с акад. Иван Буреш публикува „Състав и разпространение на правокрилите насекоми (Orthoptera) в България“, част I. Acridoidea, част II. Blattodea, част III. Tettigonioidea. През 1955 г., заедно с руския ентомолог Владимир Мартино, публикува „Ръководство за определяне на късопипалните скакалци (Acridoidea) в България“. Участва в комплексна експедиция на БАН и Софийския университет за изучаване на фауната на Тракия. В резултат на нея публикува списък и данни за разпространението, числеността, фенологията и екологичните особености на 104 вида правокрили. През 1974 г., заедно с М. Джингова, проучва ортоптерната фауна на Черноморското крайбрежие на България, а през 1986 и 1988 г., заедно с Е. Андреева – Югозападна България.
Георги Пешев е автор на около 40 научни труда и над 20 научнопопулярни статии. Открива и описва за първи път над 15 нови вида и подвидове ортоптери, някои от които са ендемични за България и Балканския полуостров: Isophya bureshy, Isophya andreevae, Isophya miksici, Isophya plevnensis, Isophya rhodopensis petkovi, Isophya gulae, Paranocarodes chopardi и др.